# ملبس (حلوى)
الملبس هو عبارة عن معجنات جزائرية تتكون من السكر، واللوز المقشر، والفستق أو البندق وبياض البيض. ويمكن إضافة ماء الورد. تُعد من اختصاصات مدينتي الجزائر، وقسنطينة. وتُستخدم عجينة اللوز في مدينة بوزينة.

## التقديم
تُقدَّم هذه المعجنات مع طبقة جليدية مصنوعة من بياض البيض والسكر. ويُعد الشكل الدائري أشهر أشكال الملبس، لكنها تتوفر أيضًا بأشكال متنوعة مثل المربعات والقلوب والبيضوية، بالإضافة إلى ألوان متعددة كالأخضر الفستقي، والأزرق، والوردي، والبرتقالي.

## الملاحظات والمراجع
1. ↑  "Mlabes". cuisine.larousse.fr (بالفرنسية). Archived from the original on 2016-08-18. Retrieved 24 mars 2017. {{استشهاد ويب}}: تحقق من التاريخ في: |تاريخ-الوصول= (help).
2. ↑  "Mlabes constantinois". lesfoodies.com (بالفرنسية). Archived from the original on 2016-08-16. Retrieved 24 mars 2017. {{استشهاد ويب}}: تحقق من التاريخ في: |تاريخ-الوصول= (help).
3. ↑  Malek Chebel (2012). Dictionnaire amoureux de l'Algérie (بالفرنسية). Paris: Plon. p. 147..